# Günter Barthel
Günter Barthel (* 17. März 1941 in Erfurt) ist ein deutscher Ökonom und Orientalist. Er war von 1975 bis 1996 Professor für Ökonomie der Länder Nordafrikas und des Vorderen Orients bzw. für Wirtschaft und Gesellschaft des Modernen Orients an der Universität Leipzig.

## Leben
Günter Barthel studierte ab 1959 vier Jahre lang an der Universität Leipzig Industrieökonomie, Wirtschaftsgeschichte und Orientalistik. Unmittelbar nach dem Studium wurde er planmäßiger Aspirant an der Abteilung für Ökonomie des Orientalischen Instituts an der Universität. Diese Stellung hatte er bis 1966 inne und wurde in diesem Jahr mit seiner Dissertation Zur Industrialisierung der Türkei, Bilanz und Perspektive zum Doktor der Wirtschaftswissenschaften promoviert. Gutachter waren der Orientalist Lothar Rathmann und der Ökonom Manfred Voigt. 1966/1967 nahm er an der in Kuwait stattfindenden Konferenz für industrielle Entwicklung in den arabischen Ländern teil. Danach hielt er sich zu Studienzwecken in der Vereinigten Arabischen Republik (Ägypten) und im Irak auf. Außerdem ist er seit 1967 korrespondierendes Mitglied der Société Egyptienne d’Economie Politique de Statistique et de Legislation. Bis 1969 war er Habilitationsaspirant und absolvierte ein postgraduales Studium an der Ain-Schams-Universität in Kairo. Im darauffolgenden Jahr wurde er schließlich in Leipzig habilitiert. Seine Habilitationsschrift trägt den Titel Die Industrialisierung ausgewählter ostarabischer Länder im Prozess der wissenschaftlich-technischen Revolution, Probleme und Tendenzen.
1970/71 war Barthel Oberassistent für Ökonomie Nordafrikas und des Vorderen Orient. Dann wurde er Dozent dieses Fachs an der Universität. Zugleich wurde er stellvertretender Direktor der Sektion Afrika- und Nahostwissenschaften für Erziehung und Ausbildung. Beide Ämter hielt er bis 1975 inne. In diesem Jahr bildete er sich in Leningrad fort und wurde schließlich zum ordentlichen Professor berufen und wurde Vorsitzender des Wissenschaftlichen Beirates für Asien-, Afrika- und Lateinamerikawissenschaften beim Ministerium für das Hoch- und Fachschulwesen der DDR. Dieses Amt bekleidete er bis 1981. Von 1982 bis 1986 war er stellvertretender Vorsitzender, von 1987 bis 1989 Vorsitzender des Zentralen Rates für Asien-, Afrika- und Lateinamerikawissenschaften beim Ministerium für das Hoch- und Fachschulwesen der DDR. Von 1979 bis 1990 gehörte er auch dem Nationalkomitee der DDR für Asien-, Afrika- und Lateinamerikawissenschaften an.
1982 wirkte Barthel als Gastprofessor an der Harvard University in Cambridge (USA) und an der University of Texas at Austin. Im folgenden Jahr wurde ihm der Nationalpreis der DDR zweiter Klasse für Wissenschaft und Technik verliehen. Am Institut für Orientalistik der Universität Wien forschte und lehrte er 1986 und gab von da an bis 1988 das Jahrbuch Asien Afrika Lateinamerika heraus. Ebenfalls 1987 begann er die Herausgabe der Zeitschrift asien afrika lateinamerika, der Studien über Asien, Afrika und Lateinamerika und der Zeitschrift asia africa lateinamerica, special issue. Er gab diese Zeitschriften bis zum Jahr 1990 heraus. Außerdem fungierte er von 1993 bis 1999 als Herausgeber der Leipziger Beiträge zur Orientforschung.
1993 wechselte er seine Professur innerhalb der Universität und unterrichtete fortan Wirtschaft und Gesellschaft des Modernen Orients an der Fakultät für Kultur-, Sprach- und Erziehungswissenschaft. Bereits im Folgejahr wurde seine Professur der Fakultät für Geschichte, Kunst- und Orientwissenschaften angegliedert. 1996 schied er aus der akademischen Laufbahn aus, weil in diesem Jahr sein befristeter Anstellungsvertrag endete. Seither wirkte er bis 2004 als Geschäftsführer einer Privatschule in Arnstadt und publiziert weiterhin orientalistische Werke.

## Werkauswahl
- Der Kemalismus und die moderne Türkei (Berlin 1979)
- Iran. From Monarchy to Republic (Berlin 1983)
- Die arabischen Länder (drei Auflagen, Gotha 1987)
- Alma Mater Lipsiensis rectores magnifici (Leipzig 1989)
- Lexikon arabische Welt (Darmstadt 1994)